# Michael Diamond
Michael Diamond (Sydney, 20 mei 1972) is een Australisch schutter. 

## Biografie
Diamond komt uit in het onderdeel olympische trap. Op de Olympische Zomerspelen 1992 deed hij mee aan de competitie voor zowel mannen als vrouwen, omdat er nog geen aparte competities waren voor mannen en vrouwen. Hij werd elfde. Op de Olympische Zomerspelen 1996 werd hij olympisch kampioen met een nieuw olympisch record van 124 punten. Vier jaar later werd hij opnieuw olympisch kampioen. In de kwalificaties had hij reeds een voorsprong van vier punten op de Brit Ian Peel. In de finale diepte hij deze voorsprong uit tot vijf punten. In 2004 werd hij achtste. In 2008 was hij goed voor een vierde plaats. Hij verloor de shoot-out om het brons van de Rus Alexey Alipov. In 2012 behaalde Diamond opnieuw een vierde plaats, nadat hij in de kwalificaties het maximum van 125 punten schoot. In de finale behaalde hij 20 op 25, waardoor hij naar de vierde plaats zakte. 

## Palmares
- Olympische Zomerspelen 1992: 11de
- Olympische Zomerspelen 1996:
- Olympische Zomerspelen 2000:
- Olympische Zomerspelen 2004: 8ste
- Olympische Zomerspelen 2008: 4de
- Olympische Zomerspelen 2012: 4de

1900: Roger de Barbarin ·
1908: Walter Ewing ·
1912: James Graham ·
1920: Mark Arie ·
1924: Gyula Halasy ·
1952: George Genereux ·
1956: Galliano Rossini ·
1960: Ion Dumitrescu ·
1964: Ennio Mattarelli ·
1968: John Braithwaite ·
1972: Angelo Scalzone ·
1976: Donald Haldeman ·
1980: Luciano Giovannetti ·
1984: Luciano Giovannetti ·
1988: Dmitri Monakov ·
1992: Petr Hrdlička ·
1996: Michael Diamond ·
2000: Michael Diamond ·
2004: Aleksej Alipov ·
2008: David Kostelecký ·
2012: Giovanni Cernogoraz ·
2016: Josip Glasnović ·
2020: Jiří Lipták ·
2024: Nathan Hales